# Morti nel 1553
| Questa pagina contiene informazioni ricavate automaticamente dalle voci biografiche con l'ausilio del template Bio e di un bot. L'aggiornamento è periodico e automatico e ricostruisce completamente la pagina. Se manca una persona in questa lista, sei pregato di non aggiungerla, ma accertati piuttosto che la sua voce biografica contenga il template Bio e che i dati anagrafici siano correttamente compilati. Se il template Bio manca, inseriscilo tu stesso o, in alternativa, metti l'avviso {{tmp\|Bio}} che ne segnala la mancanza. Se i dati riportati sono sbagliati, correggi direttamente la voce biografica; le modifiche saranno visibili in questa lista entro pochi giorni. Per chiarimenti vedi il progetto biografie. La lista contiene solo le 84 persone che sono citate nell'enciclopedia e per le quali è stato implementato correttamente il template Bio. Pagina aggiornata al 31 ago 2024. |

## Febbraio(6)
- 4 febbraio - Caspar Othmayr, compositore tedesco (n. 1515)
- 6 febbraio - Ernesto di Baden-Durlach, nobile tedesco (n. 1482)
- 8 febbraio - Giovanni Ernesto di Sassonia-Coburgo, nobile tedesco (n. 1521)
- 19 febbraio - Erasmus Reinhold, astronomo e matematico tedesco (n. 1511)
- 22 febbraio - Pedro Álvarez de Toledo y Zúñiga, marchese (n. 1484)
- 25 febbraio - Hirate Masahide, militare giapponese (n. 1492)

## Marzo(3)
- 18 marzo - Václav Hájek z Libočan, scrittore boemo
- 19 marzo - Ludovico Cati, giurista, ambasciatore e politico italiano (n. 1490)
- 23 marzo - Nagao Harukage, militare giapponese (n. 1509)

## Aprile(1)
- 9 aprile - François Rabelais, scrittore, umanista e medico francese

## Maggio(6)
- 5 maggio - Erasmus Alberus, umanista, teologo e poeta tedesco
- 7 maggio - Marco Antonio Campeggi, vescovo cattolico italiano
- 13 maggio - Johannes Aepinus, teologo tedesco (n. 1499)
- 20 maggio - Christoph Wertwein, vescovo cattolico austriaco (n. 1512)
- 22 maggio - Giovanni Bernardi, incisore, medaglista e orafo italiano (n. 1494)
- 23 maggio - Francesco Donà, doge (n. 1468)

## Giugno(5)
- 5 giugno - Galeazzo di Tarsia, poeta italiano
- 15 giugno - Ricciarda Malaspina, sovrana italiana (n. 1497)
- 22 giugno - Girolamo Marini, architetto italiano
- 26 giugno - Dmitrij Ivanovič di Russia,  russo (n. 1552)
- 27 giugno - Egnazio, filologo italiano (n. 1478)

## Luglio(6)
- 1º luglio - Giulio Boiardo, nobile
- 6 luglio - Edoardo VI d'Inghilterra, re britannico (n. 1537)
- 11 luglio - Maurizio I, Elettore di Sassonia, duca tedesco (n. 1521)
- 15 luglio - Francesco di Waldeck, vescovo cattolico tedesco (n. 1491)
- 16 luglio - Bernardino Maffei, cardinale e arcivescovo cattolico italiano (n. 1514)
- 18 luglio - Orazio Farnese, nobile italiano (n. 1532)

## Agosto(8)
- 1º agosto - Anna de' Medici, nobile italiana (n. 1553)
- 6 agosto - Girolamo Fracastoro, medico, filosofo e astronomo italiano (n. 1476)
- 16 agosto - Giovita Ravizza, grammatico e letterato italiano (n. 1476)
- 17 agosto - Carlo II di Savoia, nobile (n. 1486)
- 19 agosto - Francesco Beccuti, poeta italiano (n. 1509)
- 22 agosto - John Dudley, I duca di Northumberland, politico, generale e ammiraglio inglese (n. 1504)
- 22 agosto - Juan de Urbieta, militare spagnolo
- 30 agosto - Shimazu Sanehisa, militare giapponese (n. 1512)

## Settembre(3)
- 5 settembre - Giovanni Moglio, religioso, insegnante e predicatore italiano
- 6 settembre - Juan de Homedes, militare spagnolo
- 18 settembre - Andō Kiyosue, militare giapponese (n. 1514)

## Ottobre(9)
- 6 ottobre - Şehzade Mustafa, principe ottomano (n. 1516)
- 15 ottobre - Giovanni II Ventimiglia, nobile, politico e militare italiano
- 16 ottobre - Lucas Cranach il Vecchio, pittore e incisore tedesco (n. 1472)
- 17 ottobre - Giorgio III di Anhalt-Dessau, nobile tedesco (n. 1507)
- 19 ottobre - Bonifacio Veronese, pittore italiano (n. 1487)
- 27 ottobre - Michele Serveto, teologo, umanista e medico spagnolo (n. 1511)
- 28 ottobre - Giovanni Salviati, cardinale e vescovo cattolico italiano (n. 1490)
- 30 ottobre - João de Castilho, architetto spagnolo (n. 1470)
- 30 ottobre - Jacob Sturm von Sturmeck, politico tedesco (n. 1489)

## Novembre(4)
- 8 novembre - Ambrogio Catarino Politi, giurista, teologo e arcivescovo cattolico italiano (n. 1484)
- 21 novembre - Ashina Morikiyo, militare giapponese (n. 1490)
- 23 novembre - Sebastiano Antonio Pighini, cardinale e arcivescovo cattolico italiano (n. 1500)
- 27 novembre - Şehzade Cihangir, principe ottomano (n. 1531)

## Dicembre(4)
- 4 dicembre - Annibale Lucio, poeta e drammaturgo croato
- 10 dicembre - Giovanni Domenico de Cupis, cardinale e vescovo cattolico italiano (n. 1493)
- 21 dicembre - Sinan Pascià, ammiraglio ottomano
- 25 dicembre - Pedro de Valdivia,  spagnolo (n. 1497)

## Senza giorno specificato(29)
- Pierino da Vinci, scultore italiano
- Cornelis Anthonisz, pittore olandese (n. 1499)
- Luisa Borgia, nobile italiana (n. 1500)
- Duarte Coelho Pereira, militare e politico portoghese (n. 1485)
- Domenica del Paradiso, religiosa italiana (n. 1473)
- Mateo Flecha il Vecchio, compositore spagnolo (n. 1481)
- Francesco Fusconi, medico italiano
- Giampietrino, pittore italiano
- Rodolfo Gonzaga, conte di Poviglio, nobile italiano
- Anselmo Guazzi, pittore italiano
- Wolf Huber, pittore, disegnatore e architetto austriaco
- Gilles Le Breton, architetto francese
- Lorenzo Malaspina, nobile italiano
- Latino Giovenale Manetti, poeta italiano (n. 1486)
- Achille Marozzo, schermidore italiano (n. 1484)
- Jean Martin, scrittore francese
- Cristóbal de Morales, compositore spagnolo (n. 1500)
- Hernán Núñez, latinista, grecista e umanista spagnolo (n. 1475)
- Camillo Pardo Orsini, conte italiano (n. 1488)
- Mattio Rampollini, compositore italiano (n. 1497)
- Francesco Signorelli, pittore italiano
- Thomas St. Lawrence, giudice irlandese (n. 1480)
- Uberto Strozzi, letterato italiano (n. 1504)
- Juan Valiente,  spagnolo
- Gabriel de Luetz, diplomatico francese
- André de Montalembert, militare francese (n. 1483)
- Francisco de Montejo, esploratore e condottiero spagnolo (n. 1479)
- Lucrezia di Lorenzo de' Medici, nobildonna italiana (n. 1470)
- Filippo di Lannoy, principe di Sulmona, nobile e militare italiano (n. 1514)